# Nobuhiro Takeda
Nobuhiro Takeda (n. 10 mai 1967) este un fost fotbalist japonez.

## Statistici
| Japonia | Japonia | Japonia |
| An      | Meciuri | Goluri  |
| ------- | ------- | ------- |
| 1987    | 4       | 1       |
| 1988    | 0       | 0       |
| 1989    | 0       | 0       |
| 1990    | 4       | 0       |
| 1991    | 2       | 0       |
| 1992    | 2       | 0       |
| 1993    | 4       | 0       |
| 1994    | 2       | 0       |
| Total   | 18      | 1       |